# Comté de Pine
Le comté de Pine est situé dans l’État du Minnesota, aux États-Unis. Il comptait 26 530 habitants en 2000. Son siège est Pine City.